# アントニオ・プチャデス
アントニオ・プチャデス・カサノバ¡（Antonio Puchades Casanova、1925年6月4日 - 2013年5月24日）は、スペイン・バレンシア州スエカ出身の元同国代表サッカー選手。現役時代のポジションはMF。

## 経歴
バレンシアCFのカンテラを経て、1946-47シーズンにトップチームデビューを果たした。以降はパシエギートと共に中盤のレギュラーとして10シーズン近くプレーし、バレンシアCFで現役を終えた。また、5年間プレーしたスペイン代表では、国際Aマッチ通算23試合に出場し、1950 FIFAワールドカップで4位入賞を果たした同代表のメンバーでもあった。
2013年5月24日、バレンシア市内の病院にて死去。享年87歳だった。

## タイトル

### クラブ
バレンシア
- プリメーラ・ディビシオン : 1回 (1946-47)
- コパ・デル・レイ : 2回 (1948-49, 1953-54)
- コパ・エバ・ドゥアルテ : 1回 (1949-50)